# Princess of the Dark
Princess of the Dark er en amerikansk stumfilm fra 1917 af Charles Miller.

## Medvirkende
- Enid Bennett som Fay Herron
- John Gilbert som Crip Halloran
- Gayne Whitman som Jack Rockwell
- Walt Whitman som James Herron
- J. Frank Burke